# Golnice
Golnice est une localité polonaise de la gmina et du powiat de Bolesławiec en voïvodie de Basse-Silésie.